# Kaneo Iwacuri
Kaneo Iwacuri (* 25. března 1944 Kumamoto, Japonsko – 27. ledna 2011) byl japonský zápasník–judista. Připravoval se na Takušokucké univerzitě v Tokiu. Po skončení vysokoškolských studií byl zaměstnancem tokijské policie. V roce 1971 překvapil v 27 letech vítězstvím na prestižním japonském mistrovství bez rozdílu vah. V témže roce dostal poprvé příležitost v japonské reprezentaci na mistrovství světa v Ludwigshafenu, ale jako jediný japonský reprezentant skončil bez medaile. V dalších letech již na úspěšný rok 1971 nenavázal. Sportovní kariéru ukončil v roce 1976. Krátce zápasil jako profesionál. Později se věnoval trenérské práci doma i v cizině. Výrazným písmem je zapsan do historie egyptského juda, v zemi ve které zpopularizoval judo v osmdesátých letech jeho svěřenec Mohamed Rašván. Zemřel v roce 2011.